# Slam (poezija)
Slam (tudi spoken word poetry, govorjena beseda, slam poezija ali performance poezija) je literarna zvrst, ki se glede na zvrsti poezije uvršča pod liriko. Čeprav tipična besedila večkrat združujejo lirske, epske in scenske elemente, se večinoma uporabljajo postopki prozodije in metrike.
Ta zvrst poezije se je v javnosti pojavila predvsem na odrih, kjer se slam izvaja. Po eni strani se je uveljavila oblika t. i. pesniškega dvoboja (poetry slam), ki označuje tekmovanje v recitiranju. Po drugi strani pa poznamo t. i. slam poetry oziroma slam poezijo, ki "se izvaja v živo in je naravnana na publiko." Marc Kelly Smith, ustanovitelj prvega poetry slama in samooklicani oče slama, opisuje to literarno zvrst z besedami:
"Slam je poetičen stil, ki se je razvil z namenom živega nastopanja pred publiko in v tekmovalni areni."
Druge, krajše literarne oblike, kot so pripoved, satira ali parodija, ki se izvajajo na poetry slamih, prištevamo k zvrsti epike.

### Začetki in razvoj
V hamburškem Mojo Clubu so se od leta 1993 odvijala literarne prireditve pod naslovom "Urbana poezija" (Urban poetry), kjer so svoja besedila predstavljali performance poeti londonske skupine Apples & Snakes. Angleško govoreči spoken word poeti kot Lemn Sissay so gostovali v različnih nemških mestih. Leta 1995 sta performance poeta Bob Holman in Miguel Algarin odpotovala v Berlin kot zastopnika newyorškega Nuyorcian Poets Caféja, da bi nemško govoreče slam poete povabila na recital v ZDA. V naslednjih mesecih se je tudi na nemškem govornem področju oblikovala mreža literarnih performerjev in prirediteljev, ki so kmalu organizirali prva tekmovanja v pesniških dvobojih (poetry slam).
Medtem ko se je v naslednjih letih veliko odrskih pesnikov profesionaliziralo, je slam kot literarna zvrst našel pot v literarno življenje tudi izven tekmovalne oblike: tako lahko od leta 2000 na literarnih festivalih slišimo tudi slam in performance poezijo. Nekateri odrski pesniki predstavljajo tudi svoje celovečerne solo programe.
Nizi prireditev, kot so "Poetry in motion" (Kabinett München), "Respect the Poets" (Theater Konstanz in Theater Stuttgart), "Grend Slam" (Essen) ali "Slam Revue" (Berlin, Jena in Nürnberg), so se lahko uveljavili kot predstavitvena platforma za slam in performance poezijo. Bas Böttcher je razvil "Textbox", ki predstavlja slam na knjižnih sejmih in umetniških muzejih doma in v tujini. Tudi v nemških učbenikih in antologijah nemške lirike ("Der Neue Conrady") lahko med drugim najdemo literarna dela slam poetov.

### Stil in literarna umestitev
Za slam je značilna povezava med umetnostjo pisanja in recitiranja: spevna besedila z odlomki, ki si jih je enostavno zapomniti, so večinoma predstavljena v prostem stilu pred publiko.
"Slam lahko le nejasno pripišemo tradicionalnim zvrstem, vsebuje namreč znotraj posameznih besedil oziroma v zvrsti na splošno povezavo prozaičnih, liričnih in dramatičnih oblik. S številnimi ritmičnimi, zgoščenimi besedili in besedili, ki dajejo velik poudarek na zven, kaže slam, da lirične, pa tudi dialoško-dramatične oblike v sodobni kulturi nikakor niso nazadovale."
Glede na vsebino in motive se ta literatura kaže kot zelo raznolika. Tematski spekter zajema tako družbene konflikte in konflikte v odnosih kot tudi modne fenomene in fenomene duha časa, pop kulturo in politiko.
Nemški slam lahko povezujemo z različnimi gibanji v literarni zgodovini:
- Dadaizem[9] in zvočna poezija: leta 1916 je Hugo Ball v kabaretu Voltaire prvič uprizoril tako imenovani sonet, na katerega naj bi publika tistega časa reagirala z močnimi čustvi.[10] O novem pomenu glasu v literaturi je Ball napisal:

"Glasno recitiranje je zame postalo preizkusni kamen kvalitete neke pesmi. Podij me je prepričal, kako zelo je današnja literatura problematična, torej iztuhtana na pisalni mizi, in ustvarjena za očala zbiralcev, namesto za ušesa živih ljudi."
- Konec 50. let 20. stoletja so nemško govoreči avantgardni pisci, kot so Franz Mon, Oskar Pastior ali Ernst Jandl, ponovno odkrili stilna sredstva dadaistične odrske poezije.[12] Michael Lentz, nemški mojster slama leta 1998, je leta 1999 objavil disertacijo v dveh zvezkih o Zvočni poeziji/glasbi po letu 1945.
- Približno istočasno se je v ZDA oblikovala Beatniška generacija: avtorji kot William S. Burroughs so za svojo literaturo iskali nove oblike izražanja. Tako je na primer Allen Ginsberg na pesniškem večeru v Six Gallery (na tako imenovanem poetry jammingu) v San Franciscu prvič recitiral svojo pesem Howl.
- S tridesetletno zakasnitvijo so Beatniki vplivali na nemški social beat, literarno podzemno gibanje devetdesetih let, ki je bilo tudi pod vplivom avtorjev, kot so Charles Bukowski, Jörg Fauser in Thomas Kling, ki se je tudi sam udeleževal poetry slamov.[13] Veliko aktivistov social beata je danes aktivnih na sceni poetry slama.
- Oral poetry kulturnozgodovinsko označuje zgodnje ustno pripovedovanje in ustno izročilo: k temu sodijo pripovedne pesmi, epi in improvizirani spevi. Tudi tukaj lahko opisujemo že "pogosta ponavljanja, enostavne modele melodij in določene metrične forme",[14] ki zaznamujejo tudi slam. Tudi Steffi Gläser vidi "zmanjšano kompleksnost na ravni pripovedne strukture, skladnje in izbire besed, kot tudi členjenje daljših odsekov s paralelizmi" kot značilnosti slama.[15]
- Tudi pop literaturo lahko primerjamo s slamom in jo od njega razmejimo. Petra Anders zagovarja format slama v nasprotju s popom kot komunikativen in usmerjen v produkcijo:

"V nasprotju s pop literaturo predstavlja slam produktiven akt [...]: v dramaturško ustvarjeni uprizoritvi, usmerjeni na naslovnika, besedila slama ironizirajo popliterarni arhiv blagovnih znamk in potrošnega blaga. Namesto samouprizoritve prvoosebnega pripovedovalca, ki smo ji priča v pop romanih, gre pri slamu za govorca. [...] Razkrite so tudi tendence pomanjkanja vrednot v pop literaturi, ne da bi slam pri tem moraliziral. Za odsevanje sodobnosti slam uporablja povsem humoristična sredstva, predvsem ironijo, [...] in terja [...] aktivno udeležbo v kulturni in družbeni praksi."
- Izraz spoken word opisuje obliko ustno podajane lirike iz tradicije oral poetry, ki se je v zgodnjih devetdesetih letih razširila najprej v afroameriški subkulturi: oral poetry, ki je izvirala iz hip-hopa in rapa, je bila tam obarvana družbenokritično in anti-akademsko. Danes spoken word zajema vse vrste performativne lirike ali proze, torej tudi prispevke z odrov poetry slama.[17] Boris Preckwitz poskuša razložiti ameriško performance poezijo spoken worda z Goethejevo definicijo balade:[18] Goethe je razumel balado kot "živeče pra-jajce"[19] pesništva, v katerem so bile kasneje ločene zvrsti lirike, epike in dramatike še združene.

### Slam kot literarna zvrst?
Kulturnoznanstveno raziskovanje argumentira, da gre pri slamu manj za literarno zvrst kot za umetnostno obliko, ki združuje tako literarne kot tudi neliterarne vidike: na primer dominantni performance in tekmovalni aspekti so del tradicije klasično-antičnega pesniškega tekmovanja in kažejo tesno povezanost z retoriko.

### Avtorji in dela
Veliko avtorjev s pomočjo forumov spoken word scene dobilo možnost, da predstavijo in dalje razvijajo svojo individualno jezikovno umetnost in poetiko, pri čemer so glede na individualno ozadje ubrali različne poti v literarni, glasbeni ali kabaretski dejavnosti. Od leta 2000 se pospešeno pojavljajo avtorji z literarnimi publikacijami v obliki knjig in zgoščenk ali lastnih odrskih programov, med njimi Bas Böttcher (Dies ist kein Konzert), Timo Brunke (All das. All diese Dinge), Alex Dreppec (Die Doppelmoral des devoten Despoten), Fiva & Radrum (Kopfhörer), Nora-Eugenie Gomringer (Sag doch mal was zur Nacht), Jürg Halter (Ich habe die Welt berührt), Dirk Hülstrunk (antikörper antibodies), Till Müller-Klug (Die sprechende Droge), Sebastian Krämer (Schlaflieder zum Wachbleiben), Michael Lentz (Ende gut. Sprechakte), Mieze Medusa in Markus Köhle (Doppelter Textpresso, Sprechknoten) ali Boris Preckwitz (szene.leben). Pri prozi se kažejo avtorji kot Micha Ebeling (Restekuscheln), Volker Strübing ali Tina Uebel. Bližje zvrsti komedije so avtorji kot Philipp Scharrenberg ali Sebastian23.